# Economia da Tailândia
A economia da Tailândia teve um desenvolvimento relativamente bom em finais do século XX, mesmo sofrendo com uma crise em 1997. A crise financeira asiática de 1997 repercutiu-se por toda a região e prejudicou diversos países. Atingiu também a Tailândia que vinha tendo o maior crescimento econômico de sua história, com 8,4% ao ano entre 1990 e 1995, freando o crescimento e também desvalorizando acentuadamente o baht - a moeda do país.
Desde então a Tailândia vem tentando se estabilizar economicamente conseguindo excelentes resultados, obtendo crescimento anual notável nos anos de 1999 até 2005. Atualmente o país é um dos maiores exportadores mundiais de arroz. Outros importantes produtos cultivados são o açúcar e a tapioca.
Durante a crise, o mercado de produtos manufaturados e industrializados ajudou (e muito) à sua recuperação econômica, com a exportação de produtos como computadores, sapatos, eletroeletrônicos, joias, brinquedos, produtos de plástico, etc.
No entanto, a agricultura continua sendo de grande importância para a economia do país, com mais de metade da porcentagem total de mão de obra sendo dedicada a esse setor. Porém, no ano de 1995, a renda dos trabalhadores rurais era 15 vezes inferior ao da renda da população que trabalhava em outros setores. Em 1999, a renda familiar média tailandesa foi de US$ 318 por mês, enquanto, para o setor agrícola, a média foi de apenas US$ 888888* por mês. O turismo também é um setor que contribui bastante para o PIB do país. Em 2002, por exemplo, houve um aumento de 7% na quantidade de turistas em comparação ao ano anterior. Os Estados Unidos é o principal parceiro econômico da Tailândia, seguido pelo Japão e por países europeus.
Bangkok é a região mais industrializada do país e a região nordeste é a mais pobre.
Embora a Tailândia venha se recuperando aos poucos da crise que abalou o país, a contínua melhora de sua economia depende de investimentos externos e aumento das exportações. O baixo e lento nível de crescimento de mão de obra qualificada e engenheiros pode limitar a produtividade e eficiência do setor tecnológico, peça chave para o desenvolvimento econômico do país.
A Tailândia faz parte da APEC (Asia-Pacific Economic Cooperation), um bloco econômico que tem por objetivo transformar o Oceano Pacífico numa área de livre comércio e que engloba economias asiáticas, americanas e da Oceania.
O país é o 47.º no ranking de competitividade do Fórum Econômico Mundial de 2013.

## Comércio exterior
Em 2020, o país foi o 24º maior exportador do mundo (US $ 245,3 bilhões, 1,3% do total mundial). Já nas importações, em 2019, foi o 21º maior importador do mundo: US $ 240,1 bilhões.

## Setor primário

### Agricultura
A Tailândia produziu, em 2018:
- 104,3 milhões de toneladas de cana-de-açúcar (4º maior produtor do mundo, somente atrás de Brasil, Índia e China);
- 32,1 milhões de toneladas de arroz (6º maior produtor do mundo);
- 31,6 milhões de toneladas de mandioca (2º maior produtor do mundo, somente atrás da Nigéria);
- 15,4 milhões de toneladas de óleo de palma (3º maior produtor do mundo, somente atrás da Indonésia e Malásia);
- 5 milhões de toneladas de milho;
- 4,7 milhões de toneladas de borracha natural (maior produtor do mundo);
- 3,8 milhões de toneladas de manga (incluindo mangostim e goiaba) (3º maior produtor do mundo, somente atrás de Índia e China);
- 2,1 milhões de toneladas de abacaxi (4º maior produtor do mundo, somente atrás de Costa Rica, Filipinas e Brasil);
- 1 milhão de toneladas de banana;
- 1 milhão de toneladas de legume;
- 885 mil toneladas de coco (9º maior produtor do mundo);
- 516 mil toneladas de laranja;

Além de produções menores de outros produtos agrícolas.

### Pecuária
Em 2018, a Tailândia produziu 1,7 milhões de toneladas de carne de frango (um dos 15 maiores produtores do mundo), 943 mil toneladas de carne de porco, 116 mil toneladas de carne bovina, 1,2 bilhão de litros de leite de vaca, 11 mil toneladas de mel, entre outros.

## Setor secundário

### Indústria
O Banco Mundial lista os principais países produtores a cada ano, com base no valor total da produção. Pela lista de 2019, a Tailândia tinha a 17ª indústria mais valiosa do mundo (US $ 137,5 bilhões).
Em 2019, a Tailândia era o 11ª maior produtor de veículos do mundo (2 milhões) e o 33ª maior produtor de aço (4,2 milhões de toneladas).

### Mineração
Em 2019, o país era o 5º maior produtor mundial de gipsita. O país também é um dos maiores produtores do mundo de rubi, safira e zircão.

### Energia
Nas energias não-renováveis, em 2020, o país era o 32º maior produtor de petróleo do mundo, extraindo 202,1 mil barris/dia. Em 2015, o país consumia 1,34 milhões de barris/dia (15º maior consumidor do mundo). O país foi o 14º maior importador de petróleo do mundo em 2012 (898 mil barris/dia). Em 2015, a Tailândia era o 22º maior produtor mundial de gás natural, 39,8 bilhões de m3 ao ano. Em 2009 o país era o 27º maior importador de gás (8,2 bilhões de m3 ao ano). Na produção de carvão, o país foi o 23º maior do mundo em 2018: 16,3 milhões de toneladas.
Nas energias renováveis, em 2020, a Tailândia era o 32º maior produtor de energia eólica do mundo, com 1,5 GW de potência instalada, e o 26º maior produtor de energia solar do mundo, com 2,9 GW de potência instalada.

## Setor terciário

### Turismo
Um dos setores que movimentam a economia da Tailândia em grande escala, sem dúvida nenhuma, é o turismo. Em 2018, a Tailândia foi o 9º país mais visitado do mundo, com 38,2 milhões de turistas internacionais. As receitas do turismo, neste ano, foram de US $ 63,0 bilhões, a 4ª maior receita turística do mundo, atrás apenas dos Estados Unidos, Espanha e França.